# Sede titolare di Tricomia
Tricomia (in latino: Tricomiensis) è una sede titolare soppressa della Chiesa cattolica.

## Storia
Tricomia (gr.: Τριχομία), identificabile con il villaggio palestinese di Tarqumiyah nei pressi di Ebron, è menzionata nella Descriptio orbis Romani di Giorgio di Cipro come una delle città della provincia romana della Palestina. Non fu mai una sede episcopale ed il suo nome non appare in nessuna Notitia Episcopatuum né greca né latina. Le Quien ha commesso l'errore di enumerarla tra le diocesi del Patriarcato di Gerusalemme, anche se riconosce di non aver potuto trovare alcun nome di vescovo da assegnare a questa diocesi.
A partire dal Settecento la Curia romana, prendendo la Descriptio orbis Romani, documento civile, come una Notitia Episcopatuum, ha istituito il titolo Tricomiensis, in riferimento ad una presunta diocesi suffraganea dell'arcidiocesi di Cesarea nella provincia della Palestina Prima. Il titolo è stato soppresso alla morte del suo ultimo titolare nel 1926.

## Cronotassi dei vescovi titolari
- Michael de La Mars † (20 dicembre 1723 - marzo 1725 deceduto)
- Pietro Carlo Benedetti † (3 giugno 1726 - prima del 17 marzo 1727 succeduto vescovo di Spoleto)
- Tommaso Severi † (17 marzo 1727 - ?)
- Augustín González Pisador † (20 maggio 1754 - 21 luglio 1760 nominato vescovo di Oviedo)
- José Tormo Juliá † (21 marzo 1763 - 1º giugno 1767 nominato vescovo di Orihuela)
- Santiago José Echaverría Nieto de Osorio y Elguera † (16 maggio 1768 - 29 gennaio 1770 nominato vescovo di Santiago di Cuba)
- Juan Manuel Moscoso y Peralta † (12 marzo 1770 - 17 giugno 1771 nominato vescovo di Córdoba)
- Jean Ignace de La Ville † (28 febbraio 1774 - ? deceduto)
- Pierre Joseph Perreau † (17 luglio 1775 - ?)
  - Thomas Maguire † (1º ottobre 1819 - 6 gennaio 1821 dimesso) (vescovo eletto)
- Józef Chełkowski † (15 aprile 1833 - 30 ottobre 1837 deceduto)
- Charles McNally † (21 luglio 1843 - 20 febbraio 1844 succeduto vescovo di Clogher)
- Domingo Martí, O.P. † (18 maggio 1847 - 26 agosto 1852 deceduto)
- San José Melchor García-Sampedro Suárez, O.P. † (15 aprile 1853 - 28 luglio 1858 deceduto)
- Patrick John Ryan † (15 febbraio 1872 - 29 gennaio 1884 nominato arcivescovo titolare di Salamina)
- Nicola Pagani, S.I. † (21 febbraio 1885 - 25 novembre 1886 nominato vescovo di Mangalore)
- Adolph Edwin Medlycott † (13 settembre 1887 - 4 maggio 1918 deceduto)
- Léon-Auguste-Marie-Joseph Durand † (10 marzo 1919 - 11 ottobre 1920 nominato vescovo di Orano)
- Jaime Viladrich y Gaspar † (26 giugno 1921 - 25 settembre 1926 deceduto)